# 472 Roma
A 472 Roma (ideiglenes jelöléssel 1901 GP) a Naprendszer kisbolygóövében található aszteroida. Luigi Carnera fedezte fel 1901. július 11-én.